# McMaster University
McMaster University är ett universitet i staden Hamilton i södra Kanada, i provinsen Ontario.
McMaster University placerade sig på delad 140:e plats 2020 i QS Universitetsvärldsrankning över världens bästa universitet.